# Lijst van voetbalinterlands Congo-Brazzaville - Mali
Deze lijst van voetbalinterlands is een overzicht van alle officiële voetbalwedstrijden tussen de nationale teams van Congo-Brazzaville en Mali. De Afrikaanse landen hebben tot op heden dertien keer tegen elkaar gespeeld. De eerste ontmoeting was een wedstrijd tijdens de Afrikaanse Spelen 1965 op 18 juli 1965 in Brazzaville. Het laatste duel, een kwalificatiewedstrijd voor de Afrika Cup 2023, werd gespeeld op 18 juni 2023 in de Congolese hoofdstad.

## Wedstrijden
| №  | Plaats       | Datum            | Competitie                           | Wedstrijd                | Uitslag |
| -- | ------------ | ---------------- | ------------------------------------ | ------------------------ | ------- |
| 1  | Brazzaville  | 18 juli 1965     | Afrikaanse Spelen 1965               | Congo-Brazzaville − Mali | 1 − 2   |
| 2  | Brazzaville  | 25 juli 1965     | Afrikaanse Spelen 1965               | Congo-Brazzaville − Mali | 0 − 0   |
| 3  | Yaoundé      | 5 maart 1972     | Afrika Cup 1972                      | Congo-Brazzaville − Mali | 3 − 2   |
| 4  | Pointe-Noire | 24 januari 1999  | Afrika Cup 2000 kwalificatie         | Congo-Brazzaville − Mali | 0 − 0   |
| 5  | Bamako       | 6 juni 1999      | Afrika Cup 2000 kwalificatie         | Mali − Congo-Brazzaville | 3 − 1   |
| 6  | Brazzaville  | 4 jul 2004       | WK 2006 kwalificatie                 | Congo-Brazzaville − Mali | 1 − 0   |
| 7  | Bamako       | 3 september 2005 | WK 2006 kwalificatie                 | Mali − Congo-Brazzaville | 2 − 0   |
| 8  | La Courneuve | 14 november 2006 | Vriendschappelijk                    | Congo-Brazzaville − Mali | 0 − 1   |
| 9  | Bamako       | 1 juni 2008      | WK 2010 kwalificatie                 | Mali − Congo-Brazzaville | 4 − 2   |
| 10 | Brazzaville  | 7 september 2008 | WK 2010 kwalificatie                 | Congo-Brazzaville − Mali | 1 − 0   |
| 11 | Yaoundé      | 30 januari 2021  | African Championship of Nations 2020 | Mali − Congo-Brazzaville | 0 − 0   |
| 12 | Bamako       | 4 juni 2022      | Afrika Cup 2023 kwalificatie         | Mali − Congo-Brazzaville | 4 − 0   |
| 13 | Brazzaville  | 18 juni 2023     | Afrika Cup 2023 kwalificatie         | Congo-Brazzaville − Mali | 0 − 2   |

## Samenvatting
| Competitie                      | Totaal gespeeld | Winst Congo-Brazz. | Gelijk | Winst Mali | Doelsaldo Congo-Brazz. – Mali |
| ------------------------------- | --------------- | ------------------ | ------ | ---------- | ----------------------------- |
| WK-kwalificatie                 | 4               | 2                  | 0      | 2          | 4 − 6                         |
| Afrika Cup                      | 1               | 1                  | 0      | 0          | 3 − 2                         |
| Afrika Cup-kwalificatie         | 4               | 0                  | 1      | 3          | 1 − 9                         |
| African Championship of Nations | 1               | 0                  | 1      | 0          | 0 − 0                         |
| Afrikaanse Spelen               | 2               | 0                  | 1      | 1          | 1 − 2                         |
| Vriendschappelijk               | 1               | 0                  | 0      | 1          | 0 − 1                         |
| Totaal                          | 13              | 3                  | 3      | 7          | 9 − 20                        |

Wedstrijden bepaald door strafschoppen worden, in lijn met de FIFA, als een gelijkspel gerekend.

## Details

### Derde ontmoeting
| Finale Afrika Cup 1972 (Yaoundé, Kameroen, Stade Omnisports, 5 maart 1972):                                                                                              |              | |
| Congo-Brazzaville | 3 – 2        | Mali |
| M'Bono 57', 59' M'Pelé 63' | goals        | Diakhité 42' M. Traoré 75' |
| Adolphe Bibanzoulou | bondscoach   | Karl-Heinz Weigang |
| Maxime Matsima Alphonse Niangou Gabriel Dengaki Jacques Ndolou Joseph Ngassaki Jean Balekita Noël Minga Joseph Matongo 77' Jonas Mbemba Paul Moukila 48' François M'Pelé | opstellingen | Mamadou Kéita Kidian Diallo Moctar Maïga Cheick Sangaré Checkna Traoré Salif Kéïta 71' Boubacar Traoré Ousmane Traoré Moussa Diakhité Cheikh Kéita Bassidiki Touré 46' |
| Jean-Michel M'Bono 48' Jean-Michel Ongagna 77' | wissels      | Moussa Traoré 46' Adama Traoré 71' |
| - Congo-Brazzaville won voor de eerste keer de Afrika Cup. |              | |

FCF · 
Vrouwenelftal van Congo-Brazzaville
1960–1969 ·
1970–1979 ·
1980–1989 ·
1990–1999 ·
2000–2009 ·
2010–2019 ·
2020−2029
1960 ·
1961 ·
1962 ·
1963 ·
1964 · 
1965 ·
1966 · 
1967 ·
1968 · 
1969 ·
1970 · 
1971 ·
1972 · 
1973 ·
1974 · 
1975 · 
1976 ·
1977 · 
1978 ·
1979 ·
1979 · 
1980 ·
1980 · 
1981 ·
1982 ·
1983 ·
1984 · 
1985 ·
1986 · 
1987 ·
1988 · 
1989 ·
1990 · 
1991 ·
1992 · 
1993 ·
1994 · 
1995 ·
1996 · 
1997 ·
1998 · 
1999 ·
2000 · 
2001 ·
2002 · 
2003 ·
2004 · 
2005 · 
2006 ·
2007 · 
2008 ·
2009 · 
2010 · 
2011 ·
2012 · 
2013 · 
2014 ·
2015 ·
2016 ·
2017 ·
2018 ·
2019 ·
2020 ·
2021 ·
2022 ·
2023
Algerije ·
Angola ·
Benin ·
Burkina Faso ·
Burundi ·
Canada ·
Centraal-Afrikaanse Republiek ·
Congo-Kinshasa ·
Egypte ·
Equatoriaal-Guinea ·
Ethiopië ·
Gabon ·
Gambia ·
Ghana ·
Guinee ·
Guinee-Bissau ·
Ivoorkust ·
Kaapverdië ·
Kameroen ·
Kenia ·
Liberia ·
Libië ·
Madagaskar ·
Malawi ·
Mali ·
Marokko ·
Mauritanië ·
Mauritius ·
Mozambique ·
Namibië ·
Niger ·
Nigeria ·
Noord-Korea ·
Oeganda ·
Rwanda ·
Sao Tomé en Principe ·
Saoedi-Arabië ·
Senegal ·
Sierra Leone ·
Soedan ·
Swaziland ·
Tanzania ·
Thailand ·
Togo ·
Tsjaad ·
Tunesië ·
Zambia ·
Zimbabwe ·
Zuid-Afrika ·
Zuid-Soedan
FMF · A-internationals · Bondscoaches · Malinees vrouwenelftal · Olympisch elftal
1960 – 1969 · 
1970 – 1979 · 
1980 – 1989 · 
1990 – 1999 · 
2000 – 2009 · 
2010 – 2019 · 
2020 – 2029
OS 2004
1962 · 
1963 · 
1964 · 
1965 · 
1966 · 
1967 · 
1968 · 
1969 · 
1970 · 
1971 · 
1972 · 
1973 · 
1974 · 
1975 · 
1976 · 
1977 · 
1978 · 
1979 · 
1980 · 
1981 · 
1982 · 
1983 · 
1984 · 
1985 · 
1986 · 
1987 · 
1988 · 
1989 · 
1990 · 
1991 · 
1992 · 
1993 · 
1994 · 
1995 · 
1996 · 
1997 · 
1998 · 
1999 · 
2000 · 
2001 · 
2002 · 
2003 · 
2004 · 
2005 · 
2006 · 
2007 · 
2008 · 
2009 · 
2010 · 
2011 · 
2012 · 
2013 · 
2014 ·
2015 ·
2016 ·
2017 ·
2018 ·
2019 ·
2020 ·
2021 ·
2022 ·
2023 ·
2024
Algerije · 
Angola · 
Benin · 
Botswana · 
Burkina Faso ·
Burundi · 
Centraal-Afrikaanse Republiek ·
China · 
Comoren ·
Congo-Brazzaville · 
Congo-Kinshasa · 
DDR · 
Egypte · 
Equatoriaal-Guinea · 
Eritrea · 
Ethiopië ·
Gabon · 
Gambia · 
Ghana · 
Guinee · 
Guinee-Bissau · 
Iran · 
Ivoorkust · 
Japan ·
Kaapverdië · 
Kameroen · 
Kenia · 
Koeweit · 
Kroatië ·
Liberia · 
Libië · 
Litouwen · 
Madagaskar · 
Malawi · 
Marokko ·
Mauritanië ·
Mozambique ·
Namibië ·
Niger ·
Nigeria ·
Noord-Korea ·
Oeganda ·
Oman ·
Qatar ·
Rwanda ·
Saoedi-Arabië ·
Senegal ·
Seychellen ·
Sierra Leone ·
Soedan ·
Swaziland ·
Togo ·
Tsjaad ·
Tunesië ·
Zambia ·
Zimbabwe ·
Zuid-Afrika ·
Zuid-Korea ·
Zuid-Soedan